# Хилльгровен
Хилльгровен (нем. Hillgroven) — община в Германии, в земле Шлезвиг-Гольштейн.
Входит в состав района Дитмаршен. Подчиняется управлению КЛьГ Вессельбурен. Население составляет 83 человека (на 31 декабря 2010 года). Занимает площадь 3,60 км².

## Население
| Год  | Численность | Численность |
| ---- | ----------- | ----------- |
| 1975 | 126         | [ 4 ]       |
| 2017 | 65          | [ 1 ]       |
| 2019 | 60          | [ 5 ]       |
| 2021 | 59          | [ 6 ]       |
| 2022 | 58          | [ 7 ]       |
| 2023 | 55          | [ 2 ]       |